# Вычитание

Вычита́ние (убавление) — одна из вспомогательных бинарных математических операций (арифметических действий) двух аргументов (уменьшаемого и вычитаемого), результатом которой является новое число (разность), получаемое уменьшением значения первого аргумента на значение второго аргумента. На письме обычно обозначается с помощью знака «минус»: {\displaystyle a-b=c} . Вычитание — операция обратная сложению.
В общем виде можно записать: {\displaystyle {\overline {S}}(a,b)=c}, где {\displaystyle a\in A} и {\displaystyle b\in A}. То есть каждой паре элементов {\displaystyle (a,b)} из множества {\displaystyle A} ставится в соответствие элемент {\displaystyle c=a-b}, называемый разностью {\displaystyle a} и {\displaystyle b}.
Вычитание возможно только, если оба аргумента принадлежат одному множеству элементов (имеют одинаковый тип).
При наличии отрицательных чисел, вычитание удобно рассматривать и определять как разновидность сложения — сложение с отрицательным числом. К примеру, {\displaystyle 5-2=3} можно рассматривать как сложение: {\displaystyle 5+(-2)=3}.
На множестве вещественных чисел область значений функции сложения графически имеет вид плоскости проходящей через начало координат и наклонённой к осям на 45° угловых градусов.
У вычитания есть несколько важных свойств, например для {\displaystyle A=}{\displaystyle \mathbb {R} }:
Антикоммутативность: {\displaystyle a-b\neq b-a,\quad \forall a,b\in \ A.}
Неассоциативность: {\displaystyle (a-b)-c\neq a-(b-c),\quad \exists a,b,c\in \ A.}
Дистрибутивность: {\displaystyle x\cdot (a-b)=(x\cdot a)-(x\cdot b),\quad \forall a,b\in \ A.}
Вычитание {\displaystyle 0} (нулевого элемента) даёт число равное исходному: {\displaystyle x-0=x,\quad \forall x\in A,\quad \exists 0\in A.}
В качестве примера, на картинке справа запись {\displaystyle 5-2=3} обозначает пять яблок вычесть два яблока, что в результате даёт три яблока. Заметим, что нельзя вычесть например из 5 яблок 2 груши. Помимо счёта яблок, вычитание также может представлять разность других физических и абстрактных величин, таких как: отрицательные числа, дробные числа, векторы, функции, и другие.

## Формы записи и терминология

Символы и знаки

Вычитание записывается с использованием символа «минус»: «{\displaystyle -}» между аргументами, такая форма записи называется инфиксной нотацией. В данном контексте символ «минус» является бинарным оператором. Результат записывается с использованием знака равенства «{\displaystyle =}», например:
{\displaystyle a-b=c} ;
{\displaystyle 6-3=3} («шесть минус три равно три») ;
{\displaystyle 64-35=29} («шестьдесят четыре минус тридцать пять равно двадцать девять») .
На письме символ «минус» очень похож на другие письменные символы «дефис», «тире» и другие. Следует внимательнее разбирать выражение, чтобы не возникло ошибочного истолкования символа.

## Свойства
Операция вычитание на числовых множествах {\displaystyle \mathbb {N} ,\mathbb {Z} ,\mathbb {Q} ,\mathbb {R} } имеет следующие основные свойства:
- Вычитание антикоммутативно — от перемены мест аргументов разность изменяется:

Антикоммутативность: {\displaystyle a-b\neq b-a,\quad \forall a,b\in \ A.}
- Вычитание антиассоциативно — при последовательном выполнении вычитания трёх или более чисел последовательность выполнения операций имеет значение, результат изменится:

Неассоциативность: {\displaystyle (a-b)-c\neq a-(b-c),\quad \forall a,b,c\in \ A.}
- Вычитание дистрибутивно, это — свойство согласованности двух бинарных операций, определённых на одном и том же множестве, также известно, как распределительный закон[4] .

Дистрибутивность: {\displaystyle x\cdot (a-b)=(x\cdot a)-(x\cdot b),\quad \forall a,b\in \ A.}
- Относительно вычитания в множестве {\displaystyle A} существует единственный нейтральный элемент, вычитание из числа нулевого (или нейтрального элемента) даёт число равное исходному:

Нулевой элемент: {\displaystyle x-0=x,\quad \forall x\in A,\quad \exists 0\in A.}
- Вычитание нуля идемпотентно — повторное применение операции к объекту даёт тот же результат, что и одинарное:

Идемпотентность: {\displaystyle x=x-0=(x-0)-0=((x-0)-0)-...-0,\quad \forall x\in A,\quad \exists 0\in A};
- Вычитание противоположного элемента даёт удвоенное число:

{\displaystyle a-(-a)=a+a=2a,\quad \forall a\in A,\quad \exists -a\in A.}
Результат вычитания не всегда является определённым для множества натуральных чисел {\displaystyle \mathbb {N} }: чтобы получить натуральное число в результате вычитания, уменьшаемое должно быть больше вычитаемого. Невозможно в рамках натуральных чисел вычесть из меньшего числа большее.
Операция вычитания чисел определённых на множествах {\displaystyle \mathbb {Z} ,\mathbb {Q} ,\mathbb {R} } даёт число (разность) принадлежащее этому же множеству, следовательно операция вычитание относится к замкнутым операциям (операциям, не выводящим результат из данного множества чисел), то есть множества чисел {\displaystyle \mathbb {Z} ,\mathbb {Q} ,\mathbb {R} } образуют кольца относительно операции вычитания.

## Выполнение вычитания
Операцию вычитания можно представить, как некий «чёрный ящик» с уменьшаемым и вычитаемым на входе и одним выходом — разностью:

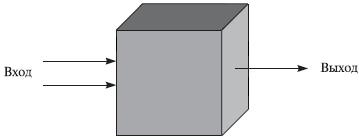

При практическом решении задачи вычитания двух чисел необходимо свести её к последовательности более простых операций: «простое вычитание», заём, сравнение и др. Для этого разработаны различные методы вычитания, например для чисел, дробей, векторов и др. На множестве натуральных чисел в настоящее время используется алгоритм поразрядного вычитания. При этом следует рассматривать вычитание как процедуру, в отличие от операции.

Как видим, процедура достаточно сложная, состоит из относительно большого числа шагов и при вычитании больших чисел может занять продолжительное время.

Пример пошагового вычитания из числа 6 числа 4 на числовой прямой.

«Простое вычитание» — в данном контексте обозначает операцию вычитания чисел меньше двадцати, которая может быть легко сведена к декрементированию. Является гипероператором декрементирования:
{\displaystyle a-b=\operatorname {hyper-1} (a,b)=\operatorname {hyper} (a,-1,b)=a^{(-1)}b.}
{\displaystyle a{^{(-1)}}b=a-b=\underbrace {1+1+\dots +1} _{a}\underbrace {-1-1-\dots -1} _{b}.}
где: {\displaystyle 1+1+\dots +1} — последовательность операций инкрементирования, выполненная {\displaystyle a} раз;
{\displaystyle -1-1-\dots -1} — последовательность операция декрементирования, выполненная {\displaystyle b} раз.
Чтобы упростить и ускорить процесс вычитания используют табличный метод «простого вычитания», для этого заранее вычисляют все комбинации разностей чисел от 18 до 0 и берут готовый результат из этой таблицы :
| - | 0 | 1 | 2 | 3 | 4 | 5 | 6 | 7 | 8 | 9 | 10 | 11 | 12 | 13 | 14 | 15 | 16 | 17 | 18 |
| - | - | - | - | - | - | - | - | - | - | - | -- | -- | -- | -- | -- | -- | -- | -- | -- |
| 0 | 0 | 1 | 2 | 3 | 4 | 5 | 6 | 7 | 8 | 9 |    |    |    |    |    |    |    |    |    |
| 1 |   | 0 | 1 | 2 | 3 | 4 | 5 | 6 | 7 | 8 | 9  |    |    |    |    |    |    |    |    |
| 2 |   |   | 0 | 1 | 2 | 3 | 4 | 5 | 6 | 7 | 8  | 9  |    |    |    |    |    |    |    |
| 3 |   |   |   | 0 | 1 | 2 | 3 | 4 | 5 | 6 | 7  | 8  | 9  |    |    |    |    |    |    |
| 4 |   |   |   |   | 0 | 1 | 2 | 3 | 4 | 5 | 6  | 7  | 8  | 9  |    |    |    |    |    |
| 5 |   |   |   |   |   | 0 | 1 | 2 | 3 | 4 | 5  | 6  | 7  | 8  | 9  |    |    |    |    |
| 6 |   |   |   |   |   |   | 0 | 1 | 2 | 3 | 4  | 5  | 6  | 7  | 8  | 9  |    |    |    |
| 7 |   |   |   |   |   |   |   | 0 | 1 | 2 | 3  | 4  | 5  | 6  | 7  | 8  | 9  |    |    |
| 8 |   |   |   |   |   |   |   |   | 0 | 1 | 2  | 3  | 4  | 5  | 6  | 7  | 8  | 9  |    |
| 9 |   |   |   |   |   |   |   |   |   | 0 | 1  | 2  | 3  | 4  | 5  | 6  | 7  | 8  | 9  |

Данная процедура применима к вычитанию натуральных и целых, с учётом знака, чисел. Для других чисел используются более сложные алгоритмы.

## Вычитание чисел

### Натуральные числа
Воспользуемся определением натуральных чисел {\displaystyle \mathbb {N} } как классов эквивалентности конечных множеств. Обозначим классы эквивалентности конечных множеств {\displaystyle C,A,B} порождённых биекциями, с помощью скобок: {\displaystyle [C],[A],[B]}. Тогда арифметическая операция «вычитание» определяется следующим образом:
где {\displaystyle A\setminus B=\{C\in A\mid C\not \in B\mid B\subset A\}} — разность множеств. Данная операция на классах введена корректно, то есть не зависит от выбора элементов классов, и совпадает с индуктивным определением.
Взаимно однозначное отображение конечного множества {\displaystyle A} на отрезок {\displaystyle N_{a}} можно понимать как нумерацию элементов множества {\displaystyle A:\quad A\sim N_{a}} . Этот процесс нумерации называют «СЧЁТОМ». Таким образом, «счёт» — это установление взаимно однозначного соответствия между элементами множества и отрезком натурального ряда чисел.
Для вычитания натуральных чисел в позиционной системе обозначения чисел применяется поразрядный алгоритм вычитания. Если даны два натуральных числа {\displaystyle a} и {\displaystyle b} такие, что:
где {\displaystyle a_{0\dots n-1}=a_{k}P^{k},\quad b_{0\dots n-1}=b_{k}P^{k}}; {\displaystyle n} — количество цифр в числе {\displaystyle n\in \{1,2,\dots ,n\}}; {\displaystyle k} — порядковый номером разряда (позиции), {\displaystyle k\in \{0,1,\dots ,n-1\}}; {\displaystyle P} — основание системы счисления; {\displaystyle \{P\}} множество числовых знаков (цифр), конкретной системы счисления: {\displaystyle \{P_{2}\}=\{0,1\}}, {\displaystyle \{P_{10}\}=\{0,1,2,3,4,5,6,7,8,9\}}, {\displaystyle \{P_{16}\}=\{0,1,2,3,4,5,6,7,8,9,A,B,C,D,F\}}; тогда:
вычитая поразрядно, получаем:
- {\displaystyle c_{0}={\begin{cases}a_{0}-b_{0},\quad &{\text{if }}a_{0}\geqslant b_{0}{\text{ }}\\a_{0}+P-b_{0},\quad a_{1}=a_{1}-1&{\text{if }}a_{0}<b_{0}{\text{ }}\end{cases}}}
- {\displaystyle c_{1}={\begin{cases}a_{1}-b_{1},\quad &{\text{if }}a_{1}\geqslant b_{1}{\text{ }}\\a_{1}+P-b_{1},\quad a_{2}=a_{2}-1&{\text{if }}a_{1}<b_{1}{\text{ }}\end{cases}}}
- {\displaystyle ...\quad \quad ...\quad \quad ...}
- {\displaystyle c_{n-1}={\begin{cases}a_{n-1}-b_{n-1},\quad &{\text{if }}a_{n-1}\geqslant b_{n-1}{\text{ }}\\a_{n-1}+P-b_{n-1},\quad a_{n}=a_{n}-1&{\text{if }}a_{n-1}<b_{n-1}{\text{ }}\end{cases}}}

Таким образом операция вычитания сводится к процедуре последовательного простого вычитания натуральных чисел {\displaystyle a_{k}-b_{k}}, с формированием заёма при необходимости, которое производится либо табличным методом, либо декрементированием (счётом).
Арифметические действия над числами в любой позиционной системе счисления производятся по тем же правилам, что и в десятичной системе, так как все они основываются на правилах выполнения действий над соответствующими многочленами. При этом нужно пользоваться таблицей вычитания, соответствующей данному основанию {\displaystyle P} системы счисления.
Пример вычитания натуральных чисел в двоичной, десятичной и шестнадцатеричной системах счисления, для удобства числа записываются друг под другом соответственно разрядам, знак заёма пишется сверху, недостающие разряды дополняются нулями:

### Целые числа
Множество целых чисел — расширение множества натуральных чисел {\displaystyle \mathbb {N} }, получаемое добавлением отрицательных чисел  вида {\displaystyle -n}. Множество целых чисел обозначается {\displaystyle \mathbb {Z} .} Арифметические операции над целыми числами определяются как непрерывное продолжение соответствующих операций над натуральными числами.

Положительное и отрицательное числа на числовой прямой.

Наличие отрицательных чисел позволяет рассматривать и определять «вычитание» как разновидность «сложения» — сложение с отрицательным числом. Однако рассмотрим в рамках данной статьи «вычитание», как операцию определённую на множестве целых чисел, это также относится и к следующим числовым множествам. Отличие от натуральных чисел состоит в том, что отрицательные числа на числовой прямой направлены в противоположную сторону, это несколько меняет процедуру вычитания. Необходимо учитывать взаимное направление чисел, здесь возможны несколько случаев:
- Если оба аргумента положительные, тогда: {\displaystyle c=a-b;}
- Если один из аргументов отрицателен, тогда: {\displaystyle c=-a-b=-(a+b),} либо {\displaystyle c=a-(-b)=a+b;}
- Если оба аргумента отрицательны, тогда: {\displaystyle c=(-a)-(-b)=-a+b=b-a.}

Здесь и далее также используется алгоритм поразрядного вычитания (сложения). Например, рассмотрим выражение: {\displaystyle -6-4=-10}; так как у чисел {\displaystyle -6} и {\displaystyle 4} разные знаки, то выносим минус за скобки: {\displaystyle -6-4=-(6+4)}, вычисляя далее получим ответ: {\displaystyle -10}.

### Рациональные числа
Множество рациональных чисел обозначается {\displaystyle \mathbb {Q} } (от англ. quotient «частное») и может быть записано в таком виде: {\displaystyle \mathbb {Q} =\left\{{\frac {m}{n}}\mid m\in \mathbb {Z} ,n\in \mathbb {N} \right\}.}
Для вычитания рациональных чисел в виде обыкновенных или простых дробей вида: {\displaystyle \pm {\frac {m}{n}}}, их следует преобразовать (привести) к общему (одинаковому) знаменателю. Например, взять произведение знаменателей, числители при этом умножаются на соответствующие знаменатели. Затем вычесть полученные числители, а произведение знаменателей станет общим.
Если даны два рациональных числа {\displaystyle a} и {\displaystyle b} такие, что: {\displaystyle a={\frac {m_{a}}{n_{a}}},b={\frac {m_{b}}{n_{b}}}\quad \forall m_{a},n_{a},m_{b},n_{b}\in \mathbb {N} \quad \forall {n_{a}},{n_{b}}\neq 0} (дроби не сокращаемые), тогда:
Либо можно найти наименьшее общее кратное (НОК) знаменателей. Порядок действий:
- Находим наименьшее общее кратное знаменателей: {\displaystyle M=[n_{a},n_{b}]}.
- Умножаем числитель и знаменатель первой дроби на {\displaystyle {\frac {M}{n_{a}}}}.
- Умножаем числитель и знаменатель второй дроби на {\displaystyle {\frac {M}{n_{b}}}}.

После этого знаменатели обеих дробей совпадают (равны {\displaystyle M}). В ряде простых случаев это упрощает вычисления, но в случае больших чисел расчёты значительно усложняются. Можно взять в качестве {\displaystyle M} любое другое общее кратное.
Пример вычитания:
Если знаменатели обеих дробей совпадают, то:
Если знаменатели кратны какому-либо числу, то преобразуем только одну дробь:
Арифметическая операция «вычитание» над рациональными числами относится к замкнутым операциям.

### Вещественные числа
Арифметические операции над вещественными числами представимых бесконечными десятичными дробями определяются как непрерывное продолжение соответствующих операций над рациональными числами.
Если даны два вещественных числа, представимые бесконечными десятичными дробями:
определённые соответственно фундаментальными последовательностями рациональных чисел (удовлетворяющие условию Коши), обозначенные как: {\displaystyle \alpha =[a_{n}]} и {\displaystyle \beta =[b_{n}]}, то их разностью называют число {\displaystyle \gamma =[c_{n}]}, определённое разностью последовательностей {\displaystyle \{a_{n}\}} и {\displaystyle \{b_{n}\}}:
вещественное число {\displaystyle \gamma =\alpha -\beta }, удовлетворяет следующему условию:
Таким образом разностью двух вещественных чисел {\displaystyle \alpha } и {\displaystyle \beta } является такое вещественное число {\displaystyle \gamma } которое содержится между всеми разностями вида {\displaystyle a'-b'} с одной стороны и всеми разностями вида {\displaystyle a''-b''} с другой стороны.
На практике для того, чтобы вычесть два числа {\displaystyle \alpha } и {\displaystyle \beta }, необходимо заменить их с требуемой точностью приближёнными рациональными числами {\displaystyle a} и {\displaystyle b}. За приближённое значение разности чисел {\displaystyle \alpha -\beta } берут разность указанных рациональных чисел {\displaystyle a-b}. При этом не важно, с какой стороны (по недостатку или по избытку) взятые рациональные числа приближают {\displaystyle \alpha } и {\displaystyle \beta }. Сложение производится по алгоритму поразрядного сложения.
При вычитании приближённых чисел их абсолютные погрешности складываются {\displaystyle \Delta (a-b)=\Delta a+\Delta b}, абсолютная погрешность числа принимается равной половине последнего знака этого числа. Относительная погрешность разности заключена между наибольшим и наименьшим значениями относительных погрешностей аргументов; на практике принимается наибольшее значение {\displaystyle \delta (a-b)=\max(\delta a,\delta b)}. Полученный результат округляют до первой верной значащей цифры, значащая цифра приближенного числа является верной, если абсолютная погрешность числа не превосходит половины единицы разряда, соответствующего этой цифре.
Пример вычитания {\displaystyle \gamma =\pi -e}, с точностью до 3-го знака после запятой:
- Округляем данные числа до 4-го знака после запятой (для повышения точности вычислений);
- Получаем: {\displaystyle \pi \approx 3.1416,\quad e\approx 2.7183} ;
- Поразрядно вычитаем: {\displaystyle \gamma =\pi -e\approx 3.1416-2.7183\approx 0.4233} ;
- Округляем до 3-го знака после запятой: {\displaystyle \gamma \approx 0.423} .

### График
На множестве вещественных чисел область значений функции вычитания графически имеет вид плоскости проходящей через начало координат и наклонённой к осям на 45° угловых градусов.

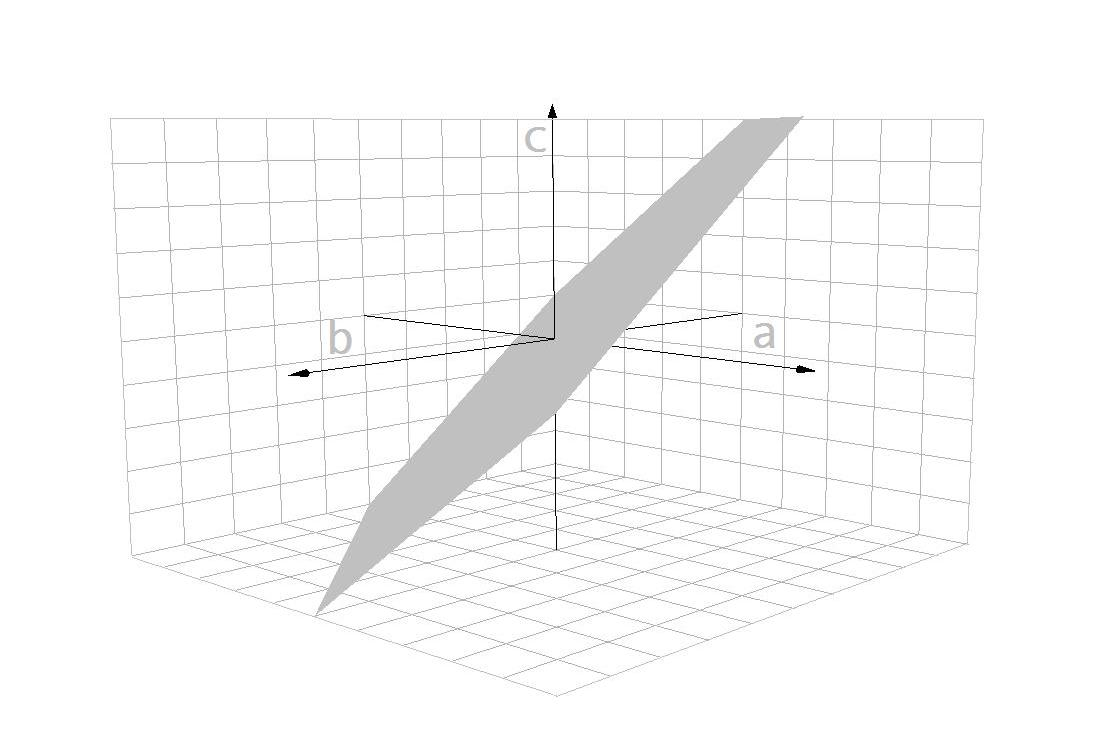
График функции f(c)=a-b

Так как {\displaystyle \mathbb {N} \subset \mathbb {Z} \subset \mathbb {Q} \subset \mathbb {R} }, то и для этих множеств область значений функции вычитания будет принадлежать этой плоскости.

### Комплексные числа

Вычитание двух комплексных c=a-b чисел может быть представлено геометрически через построение треугольника.

Множество комплексных чисел с арифметическими операциями является полем и обычно обозначается символом {\displaystyle \mathbb {C} }.
Комплексные числа вычитаются друг с другом путём вычитания действительных и мнимых частей. Это значит, что:
{\displaystyle c+fi=(a+di)-(b+ei)=(a-b)+(d-e)i,\ }
Где: {\displaystyle c,a,b,d,e,f\in \mathbb {R} }, {\displaystyle i} — мнимая единица. Используя представление комплексных чисел как векторов на комплексной плоскости, можно дать вычитанию комплексных чисел следующую геометрическую интерпретацию: разностью комплексных чисел {\displaystyle a+di} и {\displaystyle b+ei}, представленных векторами на комплексной плоскости, будет вектор, соединяющий концы уменьшаемого вектора и вычитаемого вектора и направленный от вычитаемого к уменьшаемому, он является разностью векторов и соответственно разностью комплексных чисел. Аналогично будет, если к уменьшаемому вектору прибавить вектор, обратный вычитаемому вектору.
Аналогично для комплексных чисел n-ой размерности: {\displaystyle A=a_{1}1+a_{2}i_{2}+\dots +a_{n}i_{n},~~~B=b_{1}1+b_{2}i_{2}+\dots +b_{n}i_{n};}
{\displaystyle C=A-B=(a_{1}1+a_{2}i_{2}+\dots +a_{n}i_{n})-(b_{1}1+b_{2}i_{2}+\dots +b_{n}i_{n})=} {\displaystyle =(a_{1}-b_{1})1+(a_{2}-b_{2})i_{2}+\dots +(a_{n}-b_{n})i_{n}=c_{1}1+c_{2}i_{2}+\dots +c_{n}i_{n}.}

### Экспоненциальная запись
В экспоненциальной записи числа записываются в виде {\displaystyle a=\pm x\cdot P^{\pm n}}, где {\displaystyle x} — мантисса, {\displaystyle P^{n}} — характеристика числа, {\displaystyle P} — основание системы счисления. Для вычитания двух чисел, которые записаны в экспоненциальной форме, требуется, чтобы у них были одинаковые характеристики: {\displaystyle a\cdot P^{n}-b\cdot P^{n}=(a-b)\cdot P^{n},} согласно свойству дистрибутивности.
Например:
{\displaystyle 2.3\cdot 10^{-5}-5.67\cdot 10^{-6}=2.34\cdot 10^{-5}-0.567\cdot 10^{-5}=(2.34-0.567)\cdot 10^{-5}=1.773\cdot 10^{-5}}

### Вычитание произвольных чисел
При вычитании чисел принадлежащих разным множествам необходимо произвести расширение числа из множества с меньшей мощностью в сторону числа из множества с большей мощностью, либо оба числа расширить до уравнивания множеств, если существует такая возможность. Например, если нужно вычесть из рационального числа {\displaystyle 9{,}56} натуральное число {\displaystyle 4}, то воспользовавшись тем, что натуральные числа являются подмножеством рациональных, расширяем натуральное число {\displaystyle 4} до рационального числа {\displaystyle 4{,}00} и вычитаем два рациональных числа {\displaystyle 9{,}56-4{,}00=5{,}56}. Аналогично, пользуясь тем, что: {\displaystyle \mathbb {N} \subset \mathbb {Z} \subset \mathbb {Q} \subset \mathbb {R} \subset \mathbb {C} \subset \mathbb {H} } можно вычитать числа из различных множеств между собой.

## Особенности обучения вычитанию школьников
Практика показывает, что школьников легче научить вычислять разность чисел, чем научить их принимать решение о применимости операции вычитания в той или иной задаче. Это связано с тем, что вычитание, в отличие, например, от сложения, — некоммутативная операция, её аргументы играют разные роли, и ситуации задач на вычитание, которые должен разрешить ученик, существенно разнообразней, чем при сложении. В связи с этим детям, решившим задачу на вычитание одного вида, может быть затруднительно решить задачу на вычитание другого вида, даже с такими же числовыми данными. Педагог, работающий с ребёнком, должен убедиться, что его ученик уверенно чувствует себя и находит решение задач на вычитание следующих видов:
| Виды задач | Примеры задач |
| Задачи на нахождение результата действия или процесса, приводящих к уменьшению (расходу) начального количества | У Васи было 5 яблок, 3 из них он раздал друзьям. Сколько яблок у него осталось?                                                                                |
| Задачи на сравнение чисел и величин, нахождение разницы, превышения, избытка                                   | На участке дороги максимальная разрешённая скорость — 60 км/ч. Автомобиль едет по ней со скоростью 85 км/ч. На сколько водитель превышает допустимую скорость? |
| Задачи на измерение интервалов — временных и пространственных (как особый cлучай предыдущего вида задач)       | В школе уроки заканчиваются в 13 часов 05 минут. Сейчас 10 часов 42 минуты. Сколько ещё ждать до конца уроков?                                                 |
| Задачи на нахождение неизвестной части совокупности (объёма) как дополнения к известной части.                 | В классе 25 учеников. У двоих из них — рыжий цвет волос, у восьми — каштановый, шестеро — блондинов, остальные — брюнеты. Сколько в классе брюнетов?           |
| Задачи на обращение операции сложения. Восстановление первого операнда                                         | Маша положила в копилку 25 рублей и всего у неё стало 583 рубля. Сколько денег было у Маши до этого?                                                           |
| Задачи на обращение операции сложения. Восстановление второго операнда                                         | Одна ручка стоит 20 рублей, а ручка и блокнот стоят 50 рублей. Сколько стоит блокнот?                                                                          |
| Задачи на обращение операции вычитания. Восстановление второго операнда (вычитаемого)                          | На дереве сидело 16 ворон. Несколько ворон улетело, а осталось 5. Сколько ворон улетело?                                                                       |